# Автолик из Питаны
Автолик из Питаны (др.-греч. Αὐτόλυκος ὁ Πιταναῖος, около 360 до н. э. — около 290 до н. э.) — древнегреческий астроном и математик.

## Сочинения
Автолику принадлежат трактаты «О движущейся сфере» (др.-греч. περὶ κινουµένης σφαίρας) и «О восходах и заходах» (др.-греч. περὶ ἐπιτολῶν καὶ δύσεων). Оба они касаются вопросов геометрии на сфере в применении к астрономии. Эти трактаты являются самыми древними целиком дошедшими до наших дней математическими сочинениями.
Автолик изучает сферу, равномерно вращающуюся вокруг оси, и круговые сечения на ней: меридианы, параллели и наклонный круг эклиптики. Изложение, однако, ведётся чисто геометрическим языком и астрономические термины не применяются. Введя понятие горизонта, Автолик рассматривает движение точек поверхности сферы по отношению к нему. Исследуются различные положения горизонта, когда он перпендикулярен к оси, проходит через полюсы и наклонён к оси. Исследуются также восходы и заходы точек, лежащих на эклиптике.

## Переводы
Труды Автолика были переведены на арабский язык в IX — начале X века в числе первых греческих сочинений, заинтересовавших восточных учёных. Перевод трактата «О движущейся сфере» осуществил Исхак ибн Хунайн ан-Насрани. Трактат «О восходах и заходах» перевёл Куста ибн Лукка ал-Баалбаки. Эти переводы тогда же были пересмотрены знаменитым математиком Сабитом ибн Коррой. Позднее, в XIII веке, сочинения Автолика прокомментировал Насир ад-Дин ат-Туси.

## Память
В честь Автолика назван кратер на Луне.

### Тексты и переводы
- Греческий текст со схолиями (1885)
- Серия «Collection Budé»: Autolycos de Pitane. La Sphère en mouvement. Levers et couchers héliaques. Testimonia. Texte établi et traduit par G. Aujac, avec la collaboration de J.-P. Brunet et R. Nadal. 2e tirage 2002. 340 p. ISBN 978-2-251-00071-8
- Автолик Питанский. О движущейся сфере. Пер. И. П. Рушкина. Scripta Antiqua VI (2017), 577.
- Автолик Питанский. О восходах и заходах. Пер. И. П. Рушкина. Schole 17.1 (2023) 401—463.

### Исследования
- Матвиевская Г. П. Очерки истории тригонометрии. Ташкент: Фан, 1990.
- Матвиевская Г. П. Сферика и сферическая тригонометрия в древности и на средневековом востоке. Развитие методов астрономических исследований, Вып.8, Москва-Ленинград, 1979.